# Rechtspositivisme
Rechtspositivisme is een rechtsfilosofie die geldend recht ziet als de veranderlijke wet- en regelgeving die is uitgevaardigd door de overheid, zonder een noodzakelijk verband met moraal. Daarmee staat het tegenover de natuurrechtsleer dat uitgaat van onveranderlijk recht dat van nature gegeven zou zijn.
Volgens het rechtspositivisme is natuurrecht problematisch, aangezien zelfs zogenaamde fundamentele waarden en normen niet collectief zijn, maar kunnen conflicteren en zelfs tegengesteld zijn. Daarmee is vanuit natuurrecht het dynamieke, veranderlijke karakter van recht ook moeilijk te begrijpen, aangezien waarden en normen niet alleen verschillen per gebied, maar ook in de tijd. Andersom is het ontbreken van een verband tussen recht en de in een samenleving geldende waarden en normen problematisch voor het rechtspositivisme.
Binnen het rechtspositivisme kan onderscheid gemaakt worden tussen normatief rechtspositivisme zoals dat van Gustav Radbruch en descriptief rechtspositivisme van onder meer H.L.A. Hart. De gruwelen tijdens de naziperiode brachten Radbruch echter tot de Radbruchformule waarmee hij alsnog rechtvaardigheid introduceerde als de kloof tussen gerechtigheid en rechtszekerheid onverdraaglijk groot wordt.
Het rechtspositivisme ziet, in navolging van August Comte's Wet van de drie stadia, een driestaps ontwikkeling in de rechtsgeleerdheid:
- het theonome, theocratische denken, de wil van God is recht;
- het natuurrechtelijke denken, pre-juridische normen van ethische aard;
- het positieve recht, de wil van de wetgever is recht.

Volgens het rechtspositivisme is het de taak van de rechtswetenschapper om positief rechterlijk materiaal te analyseren en te beschrijven en tot rechtsnormen om te vormen om ze vervolgens te ordenen tot een hiërarchische structuur van rechtsnormen. De rechtswetenschapper richt zich primair op rechtsnormen of juridisch relevante menselijke gedragingen.
Hierbij wordt benadrukt dat recht een menselijk product is en daarmee dat recht veranderlijk is. Rechtswetenschappelijke uitspraken zijn toetsbaar. Ze zijn waar als ze in overeenstemming zijn met het positieve recht en onwaar als ze dat niet zijn. Het recht wordt gezien als een feitelijk gegeven. In het geldende positieve recht zijn alle rechtsregels die op formeel juiste wijze tot stand zijn gekomen. Het ethische gezichtspunt heeft daarmee geen enkele consequentie voor de gelding van het recht. Tussen recht en moraal bestaat in het rechtspositivisme geen logisch noodzakelijk verband.
Het rechtspositivisme van John Austin (1790-1859) en H.L.A. Hart (1907-1992) beschouwt het bestuderen van een rechtsstelsel als een waardevrije, wetenschappelijke activiteit, vergelijkbaar met de werkzaamheid van een natuurwetenschapper. Het wil de studie van wat recht is onafhankelijk maken van de morele discussie over hoe het recht behoort te zijn en wanneer het gehoorzaamd dient te worden.
De theorie van Austin (recht en bevelen) geeft een eenvoudige, op het eerste gezicht plausibele, omschrijving van het begrip recht: het bestaat uit gedragsvoorschriften van de hoogste machthebber, de soevereine overheid, die deze zo nodig door sancties afdwingt. Ten eerste bestaat recht volgens hem uit voorschriften om op een bepaalde manier te handelen. Dit geldt ook voor andere maatschappelijke verschijnselen zoals moraal en etiquette. Juridische voorschriften verschillen hiervan omdat ze afkomstig zijn van een centrale instantie, de soevereine overheid. Bovendien heeft het recht, anders dan de moraal en etiquette, de functie het maatschappelijk verkeer ordelijk te laten verlopen. Effectiviteit staat in zijn visie voorop. De werkzaamheid wordt voor een deel gewaarborgd doordat rechtssubjecten vanzelfsprekend de voorschriften van de soevereine overheid dienen te gehoorzamen. Austin definieert het recht derhalve als: "de bevelen van de soeverein, gehandhaafd door sanctiedwang".
Hart (recht en regels) nuanceert dit omdat recht niet louter berust op macht, onder meer omdat de positie van de hoogste juridische gezagsdrager, zoals de wetgever zelf, ook weer berust op juridische bevoegdheid. Hij betoogt in The Concept of Law (1961) dat recht meer is dan louter gehoorzaamheid aan de soevereine overheid, veroorzaakt door sanctiedreiging en gewoontevorming. Hart heeft een aantal bezwaren tegen Austins rechtstheorie.
Een eerste bezwaar is dat louter gewoontevorming en externe dwang in het algemeen onvoldoende zijn om de gehoorzaamheid aan het recht te verklaren. In zijn visie voor een stabiele rechtsorde is het tevens vereist dat ten minste een aantal rechtssubjecten, in het bijzonder de gezagsdragers zelf, haar innerlijk aanvaardt als richtlijn. Op grond van deze bezwaren vervangt Hart Austins 'bevelen' door het begrip 'regel'. Gewoonte duidt slechts een uitwendig waarneembare regelmaat in het gedrag aan. Het begrip 'regel' houdt in dat er tevens bewustzijn is dat het gedrag zo behoort te geschieden. Er is dus aandacht voor het normatieve, interne aspect van het recht.
Een tweede bezwaar is dat de overheid haar (sanctie)macht op haar beurt weer ontleent aan rechtsnormen die haar juridische bevoegdheden regelen. Rechtsnormen ontlenen hun juridische geldigheid dus niet aan louter macht en gewoonte. Het recht vertoont derhalve een hiërarchische structuur. Hart omschrijft het recht derhalve ook als een samenstel van twee soorten regels, namelijk primaire en secundaire regels.
Het gaat Hart er dus met name om dat er sprake is van een intern aspect van het recht. Recht is meer dan louter dwang, omdat rechtssubjecten het bewustzijn hebben dat hun recht gehoorzaamd moet worden. Hart betoogt dat er in alle positieve rechtsstelsels sprake is van een minimaal natuurrecht. Elk rechtsstelsel heeft ten minste een aantal fundamentele normen, zoals een geweldsverbod, omdat die noodzakelijk zijn voor elke menselijke samenleving. Dit schrijft Hart toe aan het feit dat de mens een drang heeft te overleven. Het minimale natuurrecht bestaat uit regels die samenleven mogelijk maken, eerbiediging voor lichamelijke integriteit en eigendom, regels tot het nakomen van overeenkomsten en regels tot het afdwingen van regelconform gedrag.
Om kort te gaan is er volgens Hart 'recht' als er binnen een bepaald gebied een geheel van primaire en secundaire regels ten minste worden aanvaard door de gezagsdragers welke effectief kunnen worden afgedwongen tegenover de bevolking. Inhoudelijk is er geen noodzakelijk verband tussen recht en moraal, behoudens het feit dat alle rechtsstelsels de regels van het minimale natuurrecht zullen inhouden omdat die feitelijk een noodzakelijke voorwaarde vormen voor samenlevings- en rechtsorde.